# معاینه چشم
معاینه چشم، که گاه به عنوان آزمایش چشم شناخته می‌شود، مجموعه‌ای از آزمایش‌ها است که برای ارزیابی بینایی و توانایی تطابق و تشخیص اشیاء انجام می‌شود. این معاینه همچنین شامل سایر آزمایش‌ها و معاینات چشم می‌شود. معاینات چشم عمدتاً توسط یک متخصص بینایی‌سنجی، چشم‌پزشک یا ارتوپتیست انجام می‌شود.
کارشناسان مراقبت‌های بهداشتی توصیه می‌کنند از آنجایی که بسیاری از بیماری‌های چشمی بدون علامت هستند، همه افراد به عنوان بخشی از مراقبت‌های اولیه روتین، معاینات دوره‌ای و کامل چشم‌پزشکی را انجام دهند. بدین ترتیب یک فرد سالم که هیچ نگرانی در مورد چشمان خود ندارد، یک بار در دهه بیست زندگی و دو بار در دهه سی زندگی خود معاینه چشم انجام می‌دهد.